# Hendricks (Virgínia de l'Oest)
Hendricks és una població dels Estats Units a l'estat de Virgínia de l'Oest. Segons el cens del 2000 tenia 319 habitants.

## Demografia
Segons el cens del 2000, Hendricks tenia 319 habitants, 123 habitatges, i 100 famílies. La densitat de població era de 362,3 habitants per km².
Dels 123 habitatges en un 34,1% hi vivien nens de menys de 18 anys, en un 71,5% hi vivien parelles casades, en un 7,3% dones solteres, i en un 17,9% no eren unitats familiars. En el 17,9% dels habitatges hi vivien persones soles l'11,4% de les quals corresponia a persones de 65 anys o més que vivien soles. El nombre mitjà de persones vivint en cada habitatge era de 2,59 i el nombre mitjà de persones que vivien en cada família era de 2,85.
Per edats la població es repartia de la següent manera: un 23,8% tenia menys de 18 anys, un 9,7% entre 18 i 24, un 20,7% entre 25 i 44, un 29,5% de 45 a 60 i un 16,3% 65 anys o més.
L'edat mediana era de 42 anys. Per cada 100 dones de 18 o més anys hi havia 102,5 homes.
La renda mediana per habitatge era de 26.705 $ i la renda mediana per família de 27.500 $. Els homes tenien una renda mediana de 26.042 $ mentre que les dones 17.500 $. La renda per capita de la població era de 21.315 $. Entorn del 25,5% de les famílies i el 23,3% de la població estaven per davall del llindar de pobresa.

## Poblacions més properes
El següent diagrama mostra les poblacions més properes.